# جان أوبري
جان أوبري (بالإنجليزية: Jean Aubrey)‏ هي ممثلة بريطانية، ولدت في 1932 في المملكة المتحدة، وتوفيت في 2008.

## وصلات خارجية
- جان أوبري على موقع IMDb (الإنجليزية)
- جان أوبري على موقع ألو سيني (الفرنسية)
- جان أوبري على موقع ميوزك برينز (الإنجليزية)
- جان أوبري على موقع أول موفي (الإنجليزية)
- جان أوبري على موقع قاعدة بيانات الأفلام السويدية (السويدية)
- جان أوبري على موقع قاعدة بيانات الفيلم (الإنجليزية)
- جان أوبري على موقع كينوبويسك (الروسية)